# Turma do Pagode
Turma do Pagode é um grupo brasileiro de samba formado em 1994 no bairro de Parada Inglesa, Zona Norte de São Paulo. Ficaram famosos pela sua música que alcançou o primeiro lugar nas paradas de sucesso, "Lancinho". Atualmente, a banda é composta pelos integrantes Leiz, Caramelo, Fabiano Art, Rubinho, Neni Art, Marcelinho TDP, Thiago e Leandro Filé e fazem shows por todo o Brasil.

## História
Seus integrantes atuais são Leiz (tantã e vocal), Caramelo (banjo e vocal), Rubinho (pandeiro), Tiago e Neni (percussão), Marcelinho TDP (cavaquinho), Leandro Filé (violão) e Fabiano (surdo).
Em 2001, o grupo lançou seu primeiro CD, Turma do Pagode - Ao Vivo, por incentivo do cantor Netinho de Paula, que batizou o grupo com o nome Turma do Pagode. O disco, lançado pelo selo Terra Nova, contou com um repertório de regravações como “Fato Consumado”, de Djavan. O grupo também lançou pelo selo Terra Nova, os CDs Vol. 2 - Festa no Quintal (2003) e Pagode do Bom (2005). Em 2009, lançou o CD Dom de Sambar, que contou com a participação de Leci Brandão em “Vai Com Deus” e Péricles em “Esse Adeus”. Em 2010, lançou, pelo selo Atração o CD/DVD Esse É o Clima, gravado na casa A Seringueira, em São Paulo, com as canções "O Céu Tava lá", "Toma Jeito Coração", "A Gente Já não Rola", "Camisa 10", "Quando Ela Souber" e "De Bobeira", entre outras.  
O grupo já dividiu o palco com artistas como Jorge Aragão, Netinho de Paula, Almir Guineto, Dudu Nobre, entre outros. Em 2012, participou do projeto Verão da FM O Dia, realizado na Fundição Progresso, no Rio de Janeiro, do qual participaram no mesmo dia o grupo baiano Jammil, MC Marcinho, MC Sapão, a bateria da Grande Rio, entre outras atrações. A música “Lancinho”, ficou entre as dez músicas mais pedidas na rádio FM O Dia por mais de cinco meses depois que foi lançada. Em 2015, conquistou o Prêmio Multishow na categoria “Melhor Grupo”. Em 2016, lançou pelo selo Sony Music, o CD/ DVD XV – Ao Vivo, gravado no Espaço das Américas, em São Paulo. Para as comemorações dos 15 anos de estrada, o grupo recebeu convidados como Arlindo Cruz, Péricles, Netinho de Paula, Thiaguinho e Aviões do Forró. Em 2017, lançou o CD Misturadin, em formato digital, gravado ao vivo no estúdio NaCena, em São Paulo, em show restrito a convidados. O disco contou com as participações de Belo em “Não Foi à Toa” e “Momentos”; Leandro Lehart e Márcio Art em “Você em Mim” e “Ôa Ôa”; Netinho de Paula em “Beijo Geladinho” e “Cohab City”; Reinaldo em “Agora Viu Que Me Perdeu e Chora”, “Brilho no Olhar” e “Retrato Cantado”; entre outros artistas. No dia 11 de outubro de 2018, o grupo gravou o CD e DVD Misturadin 2 - Ao Vivo, no Credicard Hall, em São Paulo. O repertório contou com sucessos dos anos 90 e 2000, além de canções inéditas, e participações especiais do grupo Fundo de Quintal no pot-pourri "A Batucada dos Nossos Tantãs/Vai Lá, Vai Lá", Leci Brandão no pot-pourri "Ainda é Tempo Pra Ser Feliz/Fogueira de Uma Paixão/Zé do Caroço", dos grupos Doce Encontro e Samprazer no pot-pourri "Segue Sua Vida/Paixão Verdadeira", Gaab em "Aonde Quer Chegar", Salgadinho no pot-pourri "Recado à Minha Amada/No Compasso do Criador", Marquynhos Sensação no pot-pourri "Coral de Anjos/Pra Gente Se Encontrar de Novo/Mini-Saia", Rael em "Aurora Boreal", Henrique & Diego em "Pesquisa no Google" e Brother Charlie em "Deixa Ela Desfilar". O álbum foi sendo lançado aos poucos, em formato de EP. O primeiro EP foi lançado em 22 de janeiro de 2019, e o segundo, em 15 de fevereiro, em todas as plataformas digitais, pela Sony Music.
A Turma do Pagode já contabiliza mais de 7 milhões de fãs nas redes sociais e quase 3 milhões de ouvintes mensais no Spotify.

## Discografia

#### Álbuns de estúdio
- Festa no Quintal (2003)
- Mais Feliz (2007)

#### Álbuns ao vivo
- Turma do Pagode - Ao Vivo (2001)
- Pagode do Bom (2005)
- Dom de Sambar (2010)
- Esse É O Clima (2010)
- O Som das Multidões (2012)
- Mania do Brasil (2014)
- Turma do Pagode XV Anos (2015)
- Misturadin (2017)
- Misturadin 2 (2019)
- Todo Seu (2020)